# Mario Monicelli
Mario Alberto Ettore Monicelli (Roma, 16 maggio 1915 – Roma, 29 novembre 2010) è stato un regista, sceneggiatore e scrittore italiano.
Tra i più celebri registi italiani della sua epoca. Insieme a Dino Risi, Luigi Comencini, Pietro Germi e Ettore Scola, fu uno dei massimi esponenti della commedia all'italiana, che contribuì a rendere nota anche all'estero con film come Guardie e ladri, I soliti ignoti, La grande guerra, L'armata Brancaleone e Amici miei.
Candidato sei volte al premio Oscar (due volte per la migliore sceneggiatura originale, quattro per il miglior film straniero), nonché vincitore di numerosi premi cinematografici. Nel 1991 ricevette il Leone d'oro alla carriera alla Mostra internazionale d'arte cinematografica di Venezia.

## Biografia

### Le origini

Monicelli alla macchina da presa

Mario Monicelli nacque a Roma il 16 maggio del 1915 in una famiglia originaria di Ostiglia (in provincia di Mantova). Per lungo tempo, si è ritenuto che la sua città natale fosse Viareggio, finché il critico cinematografico Steve Della Casa, compiendo delle ricerche per la stesura del volume L'armata Brancaleone - Quando la commedia riscrive la storia e per il Dizionario Biografico Treccani, riportò alla luce il fatto di come Monicelli fosse, in realtà, nato a Roma, più precisamente nel rione di Campo Marzio in via della Croce. Sempre secondo Della Casa, pare che Monicelli stesso alimentasse l'equivoco per una sorta di forte affezione verso la città toscana. Il luogo di nascita di Monicelli è stato confermato da Luca Lunardini, sindaco di Viareggio, che ha dichiarato in proposito: "È vero: Mario Monicelli non è nato fisicamente a Viareggio, non risulta iscritto alla nostra anagrafe", aggiungendo come "Da un punto di vista fisico, materiale, Monicelli non nacque a Viareggio ma a Roma; ma amava talmente tanto Viareggio che considerava questa città il luogo in cui era nata la sua anima, quindi lui stesso. E perciò elesse Viareggio a sua città natale, come riportano tutte le enciclopedie e le biografie sulla base della testimonianza diretta raccontata dall'interessato". Un'ulteriore conferma è arrivata da Chiara Rapaccini, ultima compagna del regista, che ha confermato in un'intervista come il tutto non fosse altro che "una beffa intenzionale di Mario, più semplicemente qualcuno, all'inizio, aveva scritto che era di Viareggio e lui si è divertito a lasciar correre, anche perché il suo rapporto con Viareggio era fortissimo", aggiungendo che Roma, come corretto luogo di nascita del regista, fosse riportato anche sul suo passaporto.
Suo padre, Tomaso Monicelli, era un giornalista, direttore de il Resto del Carlino e dell'Avanti! (succedendo a Benito Mussolini), nonché critico teatrale e drammaturgo. Mise fine alla sua vita nel 1946, dopo alcuni fallimenti editoriali, sentendosi isolato dal regime fascista per aver osato criticarlo nei suoi articoli. La madre, Maria Carreri, era una donna molto intelligente, sebbene di pochi studi. Mario aveva tre fratelli: Giorgio fu un traduttore ed editore, Furio fu uno scrittore, e raggiunse un buon successo all'epoca con il romanzo Il gesuita perfetto, mentre Mino, fu giornalista, scrittore e sceneggiatore. Monicelli era inoltre imparentato con la famiglia Mondadori: la sorella del padre, difatti, era la moglie di Arnoldo Mondadori e lo stesso Monicelli racconta di essere stato per molti anni buon amico di Alberto e Giorgio Mondadori.
Monicelli trascorse dunque la sua infanzia a Roma, dove frequentò le scuole elementari. Successivamente, si trasferì con la famiglia a Viareggio ma frequentò il ginnasio e due anni di liceo a Prato, al Convitto Nazionale Cicognini; si stabilì poi a Milano, dove finì la terza liceo e iniziò gli studi universitari. Nel capoluogo lombardo, Monicelli frequentò Riccardo Freda, Remo Cantoni, Alberto Lattuada, Alberto Mondadori e Vittorio Sereni; insieme fondarono, con l'appoggio dell'editore Mondadori, il giornale Camminare, in cui Monicelli si occupava di critica cinematografica. Monicelli raccontò di come, nelle sue critiche, si accanisse molto sui film italiani, mentre, di contro, esaltasse i film americani e francesi, che amava molto, affermando che forse lo faceva per una sua velata forma di antifascismo. Camminare non durò molto poiché il ministero della cultura popolare lo soppresse perché considerato di sinistra.
In seguito, Monicelli fece ritorno in Toscana, dove completò gli studi universitari laureandosi in lettere presso la Facoltà di Lettere e filosofia dell'Università di Pisa. Interessato al mondo della celluloide, rimandò continuamente il momento di laurearsi fino alla chiamata alle armi, appena dopo la quale fu laureato poiché, come lo stesso Monicelli affermò, "bastava presentarsi alla laurea vestiti da militari e non occorreva né tesi né altro [...] Così è stata la mia laurea, non so nemmeno se è valida". Nel 1934 girò il suo "primo esperimento cinematografico", ovvero il cortometraggio Cuore rivelatore, ispirato all'omonima opera di Edgar Allan Poe, insieme ad Alberto Mondadori e Alberto Lattuada, con quest'ultimo in ruolo di scenografo poiché allora studente di architettura. I tre lo inviarono ai Littoriali sperando invano che venisse poi proiettato nei Cineguf; il film venne bollato come esempio di "cinema paranoico".
L'anno seguente Monicelli fu collaboratore artistico di Alberto Mondadori nel suo primo lungometraggio, I ragazzi di via Pal (1935), tratto dall'omonimo romanzo dell'ungherese Ferenc Molnár, realizzato anch'esso nell'ambito del Cineguf milanese. Il film fu inviato a Venezia alla Mostra per le pellicole a passo ridotto, parallela alla Mostra Internazionale d'arte cinematografica; I ragazzi della via Paal fece guadagnare ai suoi realizzatori il primo premio e l'opportunità di lavorare nella produzione di un film professionale. Monicelli quindi poté saltare le varie fasi di formazione professionale e fu inviato, assieme a Mondadori, a lavorare come "ciacchista" nella produzione del film di Gustav Machatý Ballerine, che si svolse a Tirrenia.
Si accostò al mondo del cinema grazie all'amicizia con Giacomo Forzano, figlio del commediografo Giovacchino Forzano, fondatore a Tirrenia di moderni studios cinematografici sotto il nome di Pisorno, curiosa fusione dei nomi delle due città, eterne rivali, Pisa e Livorno, che Mussolini progettava di compiere. In questi anni, in Monicelli si andò delineando quel particolare spirito toscano che sarà determinante per la poetica cinematografica delle commedie del regista (molti scherzi della trilogia di Amici miei sono episodi che fanno realmente parte della sua giovinezza).
Subito dopo Ballerine, Monicelli trovò lavoro, sempre come assistente, nel film di Augusto Genina Lo squadrone bianco. In seguito svolgerà il medesimo ruolo di assistente in vari film, tra cui I fratelli Castiglioni di Corrado D'Errico; durante la produzione del film conobbe Giacomo Gentilomo, con cui girò due pellicole, La granduchessa si diverte e Cortocircuito, nelle quali svolse ufficialmente per la prima volta l'incarico di aiuto-regista e anche di cosceneggiatore.
Sotto lo pseudonimo di Michele Badiek nel 1937 diresse il film amatoriale Pioggia d'estate. Il film, in cui Monicelli ebbe il ruolo di regista, sceneggiatore e soggettista, vide la partecipazione di Ermete Zacconi e parte della sua famiglia, dell'apporto di molti amici e di molti concittadini. Egli affermò che questa esperienza fu importante per la sua formazione poiché imparò a "scrivere per il cinema, a girare, a trattare con gli attori [...] E, soprattutto, a constatare, quando poi lo rivedevo in proiezione, che quello che mettevo in scena ogni giorno non corrispondeva se non in minimissima parte alle mie aspettative". Nel frattempo fu anche il segretario dell'attrice spagnola María Mercader, futura moglie di Vittorio De Sica. Nel libro dedicato a Monicelli dalla fondazione Pesaro Nuovo Cinema Onlus, si afferma nella biografia del regista che, dopo la laurea conseguita a Pisa nel 1941, Monicelli venne inviato l'anno seguente a Napoli per essere imbarcato per l'Africa; Monicelli riuscì però a rimandare l'imbarco finché l'8 settembre non gettò l'uniforme e scappò a Roma, dove rimase nascosto.
Nell'opera semi-autobiografica L'arte della commedia, Monicelli raccontò che rimase nell'esercito arruolato nella cavalleria dal 1940 al 1943, cercando di evitare il trasferimento, temendo di essere inviato prima in Russia poi in Africa, finché l'esercito non si disfece; a quel punto scappò a Roma. Rimase nascosto nella capitale fino all'estate del 1944. A Roma frequentò l'Osteria Fratelli Menghi, noto punto di ritrovo per pittori, registi, sceneggiatori, scrittori e poeti tra gli anni quaranta e settanta.

### L'esordio ufficiale: il lavoro in proprio e i successi

Il film che consolidò la collaborazione tra Monicelli e Steno, Guardie e ladri (1951), in scena Totò e Aldo Fabrizi

Nel 1945 Monicelli fu aiuto-regista nel primo film di Pietro Germi, Il testimone. In L'arte della commedia, Monicelli raccontò che tra lui e Germi si instaurò un profondo legame; egli affermò: "Credo di essere stato uno dei pochissimi amici con cui aveva davvero confidenza". Ad esempio di questo legame Monicelli raccontò di due episodi. Quando Germi entrò in un periodo di crisi dopo la morte della moglie, chiamò Monicelli per dirigere il film che stava preparando (Signore & signori, del 1966), dicendogli che lui non poteva più dirigerlo; a Monicelli piacque molto, ma comunque si rifiutò e incoraggiò Germi a fare il suo film. L'altro esempio è quando Germi, impossibilitato a fare Amici miei per problemi di salute, chiamò Monicelli per dirigerlo.
Nel 1946 Monicelli fu scelto, insieme a Steno, da Riccardo Freda per realizzare la sceneggiatura di Aquila nera. Il film ebbe molto successo e la coppia Monicelli-Steno fu chiamata per scrivere alcune gag e battute per il film Come persi la guerra di Carlo Borghesio, e prodotto da Luigi Rovere; da quel film, Monicelli e Steno formarono una coppia di sceneggiatori. La collaborazione con Steno, che durerà fino al periodo tra 1952 e 1953, produrrà alcune delle commedie più interessanti del dopoguerra; tra queste vi è Guardie e ladri (1951) con Totò, film che al Festival di Cannes conquistò il premio alla miglior sceneggiatura. In L'arte della commedia, Monicelli affermò che il sodalizio tra i due si interruppe esattamente durante la realizzazione dei film Le infedeli e Totò e le donne. Entrambi i film dovevano essere sceneggiati e girati a quattro mani da Steno e Monicelli, ma in realtà quest'ultimo si occupò solamente de Le infedeli poiché si era stancato di fare solo film comici; Steno si occupò invece di Totò e le donne. Tutto questo avvenne senza che i produttori lo venissero a sapere perché altrimenti, racconta Monicelli, non avrebbero dato fiducia alla coppia di registi.

Monicelli con Totò durante una pausa sul set de I soliti ignoti (1958)

La grande guerra (1959)

Fu sceneggiatore, insieme a Federico Fellini, anche per film di Pietro Germi: In nome della legge (scritto con Pinelli, Germi e Giuseppe Mangione). Nel 1957 Monicelli vinse il premio al miglior regista del Festival internazionale del cinema di Berlino con Padri e figli. Considerato lo "spartiacque" nella sua carriera, fu I soliti ignoti (1958), film che segnò l'avvio verso la cosiddetta "commedia all'italiana". L'anno dopo fu la volta di La grande guerra (1959), che vinse un Leone d'oro ad ex aequo con Il generale Della Rovere di Roberto Rossellini ed ottenne una candidatura all'Oscar al miglior film in lingua straniera. Nel 1963 Monicelli fu autore del film I compagni, che ottenne la seconda candidatura ad un premio Oscar, quello alla migliore sceneggiatura originale. I soliti ignoti, La grande guerra e I compagni sono tra i capolavori del regista viareggino.
I soliti ignoti, del quale Monicelli fu anche sceneggiatore assieme ad Age & Scarpelli e a Suso Cecchi D'Amico, rovesciò per la prima volta la dialettica di Guardie e ladri con la quale lo stesso Monicelli (insieme a Steno che lo affiancò alla regia) aveva impostato fin dal 1951 la rappresentazione del rapporto tra autorità e libertà, tra giustizia togata e semplice sopravvivenza delle classi più umili. Quattro anni dopo, Monicelli ribaltò i ruoli: in Totò e Carolina (1955) Totò non è più un ladruncolo ma un poliziotto, e la censura dell'epoca non prese affatto bene l'ironia intorno alle forze dell'ordine: il film subì pesanti e talvolta inspiegabili tagli, e benché in tempi recenti ne sia stata restaurata la copia originale, continua a essere trasmesso nella versione "epurata" e inquinata da un demenziale titolo di testa imposto dalla censura di allora, francamente insultante anche solo nei confronti del livello attoriale di Totò.
Con I soliti ignoti Monicelli abbandonò quindi la dialettica antagonista tra tutori e trasgressori della legge, rappresentando esclusivamente il lato mite, confusionario e frustrato di un manipolo di aspiranti ladri votati all'insuccesso. La grande guerra, lontano dagli stereotipi classici della commedia, passa da un estremo all'altro del registro tragicomico affrontando un argomento doloroso e complesso come la tragedia della prima guerra mondiale, ed è impreziosito dalle memorabili interpretazioni di Alberto Sordi e Vittorio Gassman. I compagni, film sulla storia del sindacalismo e, ancor prima, sulla fratellanza tra operai delle fabbriche, è poco noto al grande pubblico ma molto apprezzato dalla critica (con Marcello Mastroianni, Renato Salvatori e Annie Girardot).

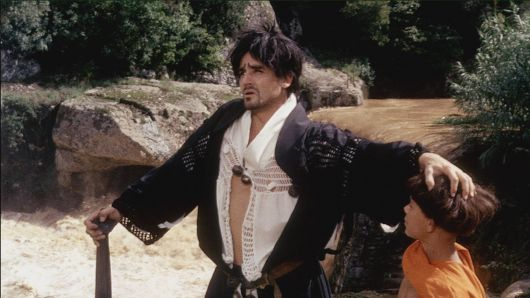
L'armata Brancaleone (1966)

Da sinistra, Alberto Sordi, Luigi Petroselli, Camillo Milli, Paolo Stoppa e Mario Monicelli, al primo ciak de Il marchese del Grillo in Campidoglio

Negli anni sessanta Monicelli si dedicò anche a film a episodi: Boccaccio '70 (1962), Alta infedeltà (1964) e Capriccio all'italiana (1968), anche se l'episodio da lui diretto in Boccaccio '70 fu tagliato dal produttore Carlo Ponti, scatenando la protesta dei registi italiani che decisero quasi tutti di boicottare il Festival di Cannes del 1962, che avrebbe dovuto essere inaugurato appunto da questo film. Ne L'armata Brancaleone (1966) e, con minor efficacia, nel seguito intitolato Brancaleone alle crociate (1970), Monicelli mise in scena un singolare Medioevo tragicomico, costellato dall'uso di un'inedita lingua maccheronica divenuta memorabile nel cinema italiano. Il film del 1966 venne anche selezionato per il festival di Cannes.
Nel 1973 il film Vogliamo i colonnelli fu selezionato per il festival di Cannes. Tra gli altri film di rilievo occorre ricordare La ragazza con la pistola (1968), terza candidatura all'Oscar, Romanzo popolare (1974) e i primi due capitoli della trilogia di Amici miei (1975, 1982) - quello conclusivo (1985) verrà infatti diretto da Nanni Loy. Caro Michele valse per Monicelli l'Orso d'argento al Festival di Berlino nel 1976.

Un borghese piccolo piccolo (1977)

Il film successivo, girato nel pieno degli anni di piombo, ne esprime il dramma ispirandosi a un'opera dello scrittore Vincenzo Cerami: Un borghese piccolo piccolo (1977) è un'opera interamente e profondamente drammatica, estranea alle suggestioni tragicomiche delle opere precedenti e successive come Il marchese del Grillo (1981), che pure si avvale di un'ottima interpretazione dello stesso Sordi. Il marchese del Grillo gli fece vincere l'Orso d'argento per il miglior regista al festival di Berlino del 1982. Negli anni ottanta e novanta, lo sguardo del regista cambiò ancora: dal maschilismo di Amici miei si passa all'esaltazione della donna contenuta nell'opera Speriamo che sia femmina (1986), con cui tornò a ricevere ampi consensi di critica e pubblico. Il successivo Parenti serpenti (1991) presentò nuovamente una caustica rappresentazione del modello familiare attraverso la problematicità dei rapporti tra generazioni, culminante in un finale addirittura tragico e scioccante. Nel 1994 uscì nelle sale il grottesco Cari fottutissimi amici, che vide come protagonista l'attore genovese Paolo Villaggio. La pellicola, presentata al Festival di Berlino nello stesso anno, si aggiudicò un Orso d'argento, nella sezione menzione speciale.
Monicelli si dedicò anche al teatro, sia in prosa che lirico, con alcune felici produzioni, soprattutto negli anni ottanta. Per la televisione produsse il cortometraggio Conoscete veramente Mangiafoco? (1981), con Vittorio Gassman, La moglie ingenua e il marito malato (1989) e Come quando fuori piove (2000), mentre come documentario Un amico magico: il maestro Nino Rota (1999) e vari collettivi. Monicelli si prestò occasionalmente a qualche cameo attoriale, in L'allegro marciapiede dei delitti (1979), Sotto il sole della Toscana (2003), SoloMetro (2007), dando anche la voce al nonno di Leonardo Pieraccioni ne Il ciclone (1996).

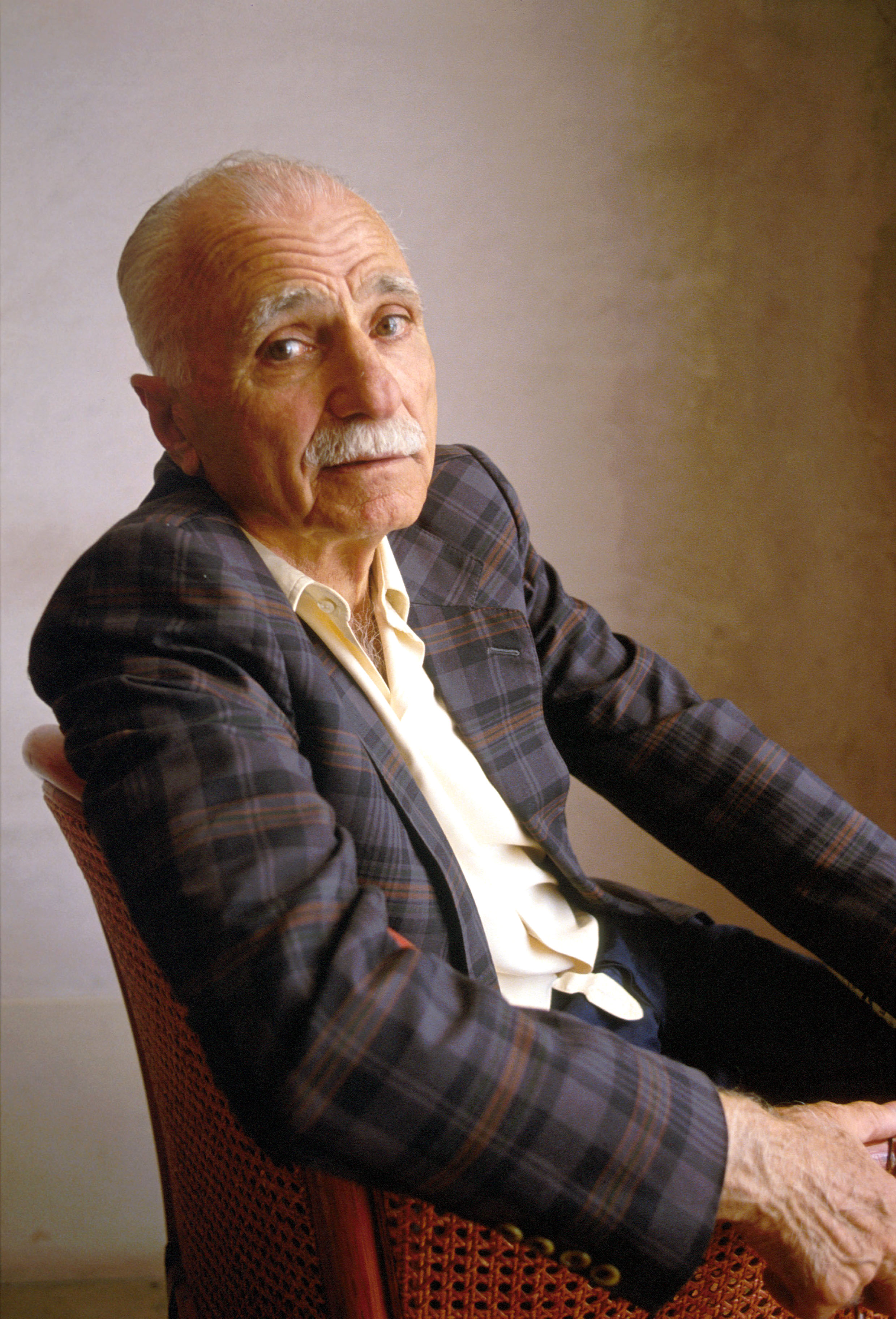
Monicelli nel 1991, alla Mostra del cinema di Venezia

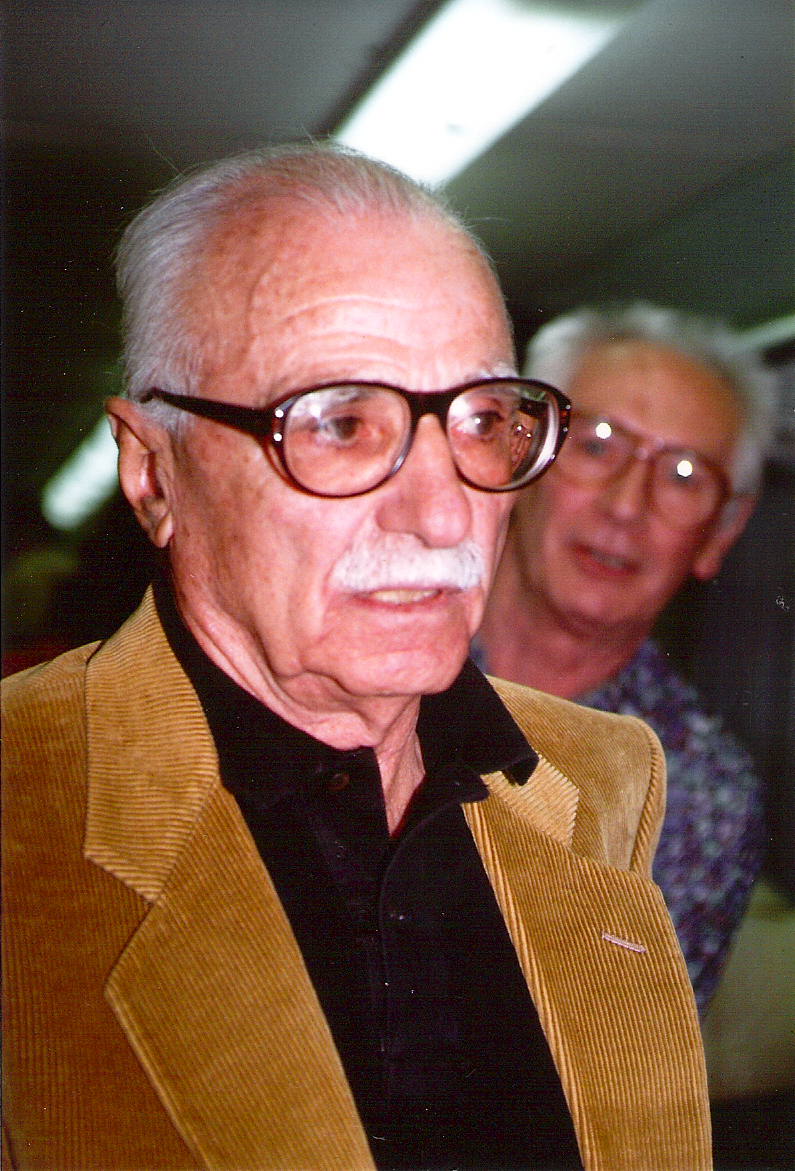
Monicelli nel 2007

È da considerarsi probabilmente il regista che meglio di tutti ha interpretato lo stile e i contenuti del genere della commedia all'italiana. Il suo attore di riferimento è stato Alberto Sordi, da lui trasformato in attore drammatico in La grande guerra e Un borghese piccolo piccolo, ma ebbe anche il merito di scoprire le grandi capacità comiche di due attori nati artisticamente come drammatici, Vittorio Gassman nei Soliti ignoti e Monica Vitti nella Ragazza con la pistola. Il sorriso amaro che accompagna sempre le vicende narrate, l'ironia con cui ama tratteggiare le storie di simpatici perdenti, caratterizzano da sempre la sua opera. Forse non è un caso che molti critici considerino I soliti ignoti il primo vero film della commedia all'italiana, e Un borghese piccolo piccolo l'opera che, con la sua drammaticità, chiude idealmente questo genere cinematografico.
Con l'avanzare dell'età, Monicelli diminuì gradualmente la sua attività ma senza mai fermarsi, grazie ad una forma fisica e mentale sempre buona. A dimostrazione di questo, a 91 anni tornò al cinema con un nuovo film, Le rose del deserto (2006). In occasione della sua uscita, in un'intervista a Gigi Marzullo, confidò di non aver alcuna paura della morte, ma di temere moltissimo il momento in cui avrebbe smesso di lavorare, perché si sarebbe annoiato moltissimo. Nel 2006 partecipa anche al documentario dedicato ad Adolfo Celi, con la regia del figlio Leonardo Celi, Adolfo Celi, un uomo per due culture, dove nel ruolo di se stesso racconta il rapporto artistico con Adolfo. In un'intervista del 2008 dichiarò di aver abbandonato definitivamente l'attività registica con il cortometraggio documentaristico Vicino al Colosseo... c'è Monti. Nonostante ciò, nel 2010 realizzò La nuova armata Brancaleone, un cortometraggio di protesta contro i tagli alla cultura e all'istruzione del governo, con la collaborazione del compositore Stefano Lentini, di Mimmo Calopresti in veste di sceneggiatore e di Renzo Rossellini come produttore. Il corto venne presentato durante l'Open Day al Cine-Tv Rossellini di Roma il 3 giugno 2010, dove furono presenti diversi giornalisti e politici, e oltre ai professori e ai ragazzi vi partecipò anche lo stesso Monicelli. Nello stesso anno prese parte alla realizzazione del cortometraggio L'ultima zingarata, omaggio al suo Amici miei, in cui reinterpretò il ruolo del professor Sassaroli.
A partire dal 2009, il Bif&st di Bari assegna un Premio intitolato a Mario Monicelli per la migliore regia tra i film del festival.

### Vita privata

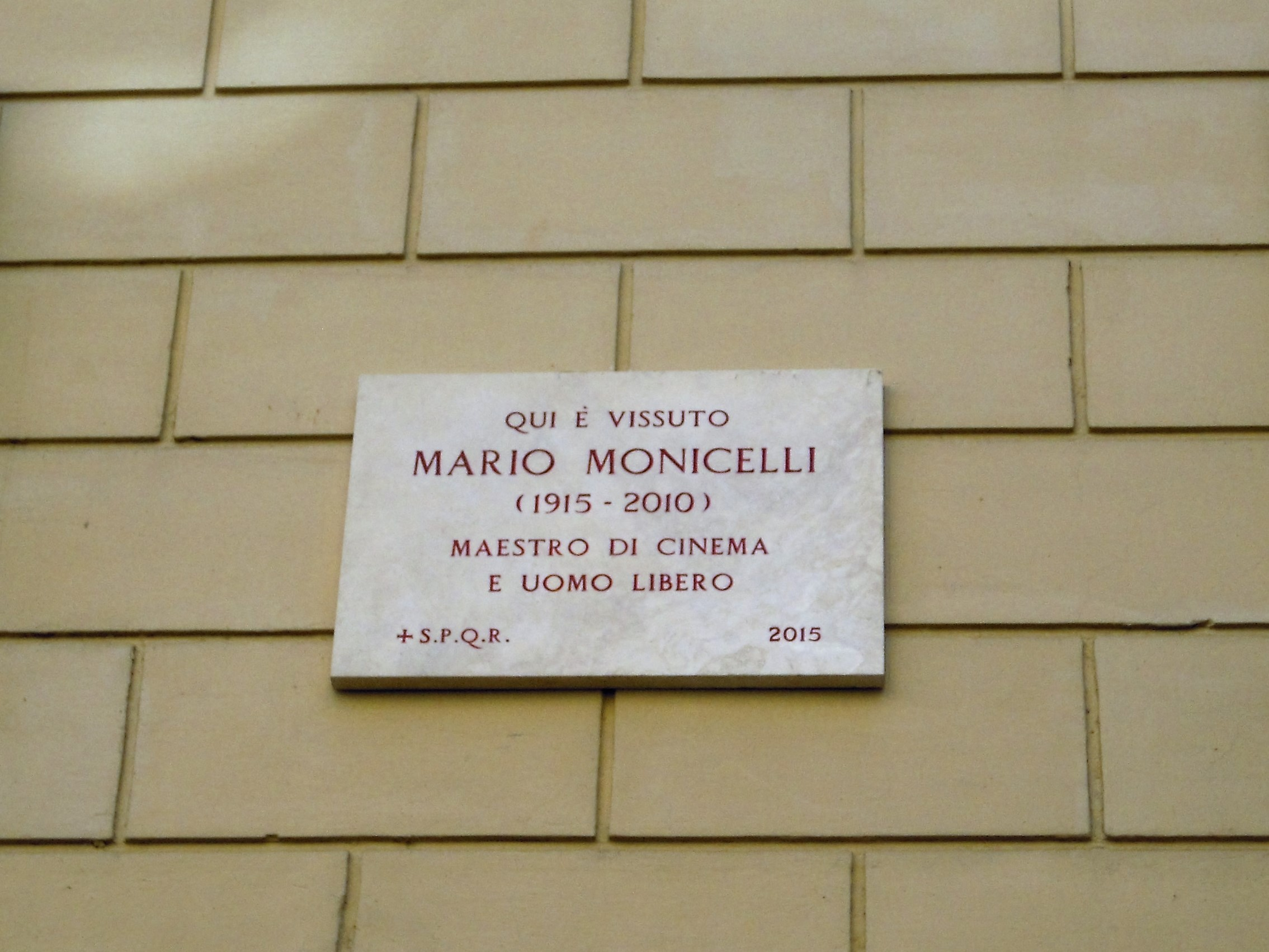
Roma: lapide commemorativa in via dei Serpenti 29

Tra gli avvenimenti che segnarono di più la sua vita ci fu senz'altro il suicidio del padre, Tomaso Monicelli, noto giornalista e scrittore antifascista, avvenuto nel 1946. A tal riguardo disse:
Il 19 aprile 1988, poco dopo la fine delle riprese de I picari, Monicelli ebbe un grave incidente stradale nei pressi di Bracciano. Il regista subì la frattura di entrambi i femori, del bacino, degli avambracci e delle costole, e fu costretto a interrompere le sue attività per diversi mesi.

La sua ultima compagna è stata Chiara Rapaccini, conosciuta quando lui aveva 59 anni e lei 19. Hanno avuto una figlia, Rosa, quando lei ne aveva 34 e lui 74. Nel 2007 dichiarava di vivere da solo, di non sentire la lontananza di figli e nipoti (pur avendoli), di essere da qualche anno un elettore di Rifondazione Comunista e di avere pianto l'ultima volta alla morte del padre, mentre in un'intervista svelava, in particolare, il motivo per cui viveva da solo a 92 anni: 

Il 5 dicembre 2009, parlò dal palco del No Berlusconi Day e di fronte ad una piazza gremita pronunciò parole molto dure contro il governo e l'intera classe dirigente. Il 27 febbraio 2010, intervenne ancora una volta a sorpresa durante la manifestazione organizzata dal Popolo Viola contro il Legittimo impedimento. Il 25 marzo 2010, partecipò all'evento Raiperunanotte con un'intervista, nella quale assunse posizioni molto critiche e cupe nei confronti della società contemporanea: 
Mario Monicelli, dopo essere lungamente stato socialista, fino a prima dell'elezione di Bettino Craxi a segretario (che ha sempre criticato), negli ultimi anni si dichiarava sostenitore di Rifondazione Comunista. Monicelli era ateo.

### La morte
Ormai minato da un cancro alla prostata in fase terminale, la sera del 29 novembre 2010, verso le ore 21, Monicelli, a 95 anni, decise di togliersi la vita gettandosi nel vuoto dalla finestra della stanza che occupava nel reparto di urologia, al quinto piano dell'ospedale San Giovanni-Addolorata, dove era ricoverato. Dopo le commemorazioni civili tenutesi nella sua casa romana al Rione Monti e presso la Casa del cinema, il suo corpo venne cremato.

## Filmografia

### Regista

#### Cinema
- I ragazzi di via Pal, con Cesare Civita e Alberto Mondadori (1935)
- Pioggia d'estate (1937) - con lo pseudonimo di Michele Badiek
- Totò cerca casa, con Steno (1949)
- Al diavolo la celebrità, con Steno (1949)
- È arrivato il cavaliere, con Steno (1950)
- Vita da cani, con Steno (1950)
- Totò e i re di Roma, con Steno (1951)
- Guardie e ladri, con Steno (1951)
- Totò e le donne, con Steno (1952)
- Le infedeli, con Steno (1953)
- Proibito (1954)
- Un eroe dei nostri tempi (1955)
- Totò e Carolina (1955)
- Donatella (1956)
- Il medico e lo stregone (1957)
- Padri e figli (1957)
- I soliti ignoti (1958)
- Lettere dei condannati a morte (1959)
- La grande guerra (1959)
- Risate di gioia (1960)
- Renzo e Luciana, episodio del film Boccaccio '70 (1962)
- I compagni (1963)
- Gente moderna, episodio del film Alta infedeltà (1964)
- Casanova '70 (1965)
- L'armata Brancaleone (1966)
- Fata Armenia, episodio del film Le fate (1966)
- La bambinaia, episodio del film Capriccio all'italiana (1968)
- La ragazza con la pistola (1968)
- Toh, è morta la nonna! (1969)
- Il frigorifero, episodio del film Le coppie (1970)
- Brancaleone alle crociate (1970)
- La mortadella (1971)
- Vogliamo i colonnelli (1973)
- Romanzo popolare (1974)
- Amici miei (1975)
- Caro Michele (1976)
- Signore e signori, buonanotte – film collettivo (1976)
- Un borghese piccolo piccolo (1977)
- Autostop e First Aid, episodi del film I nuovi mostri (1977)
- Viaggio con Anita (1979)
- Temporale Rosy (1980)
- Camera d'albergo (1981)
- Il marchese del Grillo (1981)
- Amici miei - Atto IIº (1982)
- Bertoldo, Bertoldino e Cacasenno (1984)
- Le due vite di Mattia Pascal (1985)
- Speriamo che sia femmina (1986)
- I picari (1988)
- Verona, episodio del film 12 registi per 12 città – documentario (1989)
- Il male oscuro (1990)
- Rossini! Rossini! (1991)
- Parenti serpenti (1992)
- Cari fottutissimi amici (1994)
- Facciamo paradiso (1995)
- Idillio edile, episodio del film Esercizi di stile (1996)
- Topi di appartamento, episodio del film I corti italiani (1997)
- Panni sporchi (1999)
- Un amico magico: il maestro Nino Rota – documentario (1999)
- Un altro mondo è possibile – documentario collettivo (2001)
- La primavera del 2002 – documentario collettivo (2002)
- Lettere dalla Palestina – docu-drama collettivo (2002)
- Firenze, il nostro domani – documentario collettivo (2003)
- Le rose del deserto (2006)
- Vicino al Colosseo... c'è Monti – cortometraggio documentaristico (2008)

#### Televisione
- La moglie ingenua e il marito malato – film TV (1989)
- Come quando fuori piove – miniserie TV (2000)

### Sceneggiatore
- I ragazzi di via Pal, regia di Mario Monicelli (1935)
- Pioggia d'estate, regia di Mario Monicelli (1937)
- La granduchessa si diverte, regia di Giacomo Gentilomo (1940)
- Brivido, regia di Giacomo Gentilomo (1941)
- La donna è mobile, regia di Mario Mattoli (1942)
- Cortocircuito, regia di Giacomo Gentilomo (1943)
- Il sole di Montecassino, regia di Giuseppe Maria Scotese (1945)
- Aquila nera, regia di Riccardo Freda (1946)
- La figlia del capitano, regia di Mario Camerini (1947)
- Il corriere del re, regia di Gennaro Righelli (1947)
- Come persi la guerra, regia di Carlo Borghesio (1947)
- Fumeria d'oppio, regia di Raffaello Matarazzo (1947)
- Gioventù perduta, regia di Pietro Germi (1948)
- I Miserabili, regia di Riccardo Freda (1948)
- L'ebreo errante, regia di Goffredo Alessandrini (1948)
- L'eroe della strada, regia di Carlo Borghesio (1948)
- Il cavaliere misterioso, regia di Riccardo Freda (1948)
- Accidenti alla guerra!..., regia di Giorgio Simonelli (1948)
- Totò cerca casa, regia di Mario Monicelli e Steno (1949)
- Il lupo della Sila, regia di Duilio Coletti (1949)
- Il conte Ugolino, regia di Riccardo Freda (1949)
- Marechiaro di Giorgio Ferroni (1949)
- Al diavolo la celebrità, regia di Mario Monicelli e Steno (1949)
- Come scopersi l'America, regia di Carlo Borghesio (1949)
- Follie per l'opera, regia di Mario Costa (1949)
- È arrivato il cavaliere, co-regia con Steno (1950)
- Il brigante Musolino, regia di Mario Camerini (1950)
- Botta e risposta, regia di Mario Soldati (1950)
- L'inafferrabile 12, regia di Mario Mattoli (1950)
- Vita da cani, regia di Mario Monicelli e Steno (1950)
- Soho Conspiracy, regia di Cecil H. Williamson (1950)
- Quel bandito sono io (Her Favorite Husband), regia di Mario Soldati (1950)
- Vendetta... sarda, regia di Mario Mattoli (1951)
- Totò e i re di Roma, regia di Mario Monicelli e Steno (1951)
- Tizio Caio Sempronio, regia di Marcello Marchesi, Vittorio Metz e Alberto Pozzetti (1951)
- È l'amor che mi rovina, regia di Mario Soldati (1951)
- Core 'ngrato, regia di Guido Brignone (1951)
- Il tradimento, regia di Riccardo Freda (1951)
- Accidenti alle tasse!!, regia di Mario Mattoli (1951)
- Amo un assassino, regia di Baccio Bandini (1951)
- Guardie e ladri, regia di Mario Monicelli e Steno (1951)
- O.K. Nerone, regia di Mario Soldati (1951)
- Totò e le donne, regia di Mario Monicelli e Steno (1952)
- Totò a colori, regia di Steno (1952)
- Cinque poveri in automobile, regia di Mario Mattoli (1952)
- Cani e gatti, regia di Leonardo De Mitri (1952)
- Un turco napoletano, regia di Mario Mattoli (1953)
- Il più comico spettacolo del mondo, regia di Mario Mattoli (1953)
- Cavalleria rusticana, regia di Carmine Gallone (1953)
- Le infedeli, regia di Mario Monicelli e Steno (1953)
- Perdonami!, regia di Mario Costa (1953)
- Giuseppe Verdi, regia di Raffaello Matarazzo (1953)
- Violenza sul lago, regia di Leonardo Cortese (1954)
- Guai ai vinti, regia di Raffaello Matarazzo (1954)
- Proibito, regia di Mario Monicelli (1954)
- Totò e Carolina, regia di Mario Monicelli (1955)
- Un eroe dei nostri tempi, regia di Mario Monicelli (1955)
- La donna più bella del mondo, regia di Robert Z. Leonard (1955)
- Donatella, regia di Mario Monicelli (1956)
- Il medico e lo stregone, regia di Mario Monicelli (1957)
- Padri e figli, regia di Mario Monicelli (1957)
- I soliti ignoti, regia di Mario Monicelli (1958)
- Ballerina e Buon Dio, regia di Antonio Leonviola (1958)
- La grande guerra, regia di Mario Monicelli (1959)
- Risate di gioia, regia di Mario Monicelli (1960)
- A cavallo della tigre, regia di Luigi Comencini (1961)
- Renzo e Luciana, episodio di Boccaccio '70, regia di Mario Monicelli (1962)
- Frenesia dell'estate, regia di Luigi Zampa (1963)
- I compagni, regia di Mario Monicelli (1963)
- Casanova '70, regia di Mario Monicelli (1965)
- Il marito di Olga, episodio de I nostri mariti, regia di Mario Monicelli (1966)
- L'armata Brancaleone, regia di Mario Monicelli (1966)
- Toh, è morta la nonna!, regia di Mario Monicelli (1969)
- Brancaleone alle crociate, regia di Mario Monicelli (1970)
- Le coppie, regia di Mario Monicelli (1970)
- Vogliamo i colonnelli, regia di Mario Monicelli (1973)
- Romanzo popolare, regia di Mario Monicelli (1974)
- Un borghese piccolo piccolo, regia di Mario Monicelli (1977)
- Temporale Rosy, regia di Mario Monicelli (1980)
- Camera d'albergo, regia di Mario Monicelli (1981)
- Il marchese del Grillo, regia di Mario Monicelli (1981)
- Amici miei - Atto IIº, regia di Mario Monicelli (1982)
- Bertoldo, Bertoldino e Cacasenno, regia di Mario Monicelli (1984)
- Le due vite di Mattia Pascal, regia di Mario Monicelli (1985)
- Speriamo che sia femmina, regia di Mario Monicelli (1986)
- I picari, regia di Mario Monicelli (1988)
- Il male oscuro, regia di Mario Monicelli (1990)
- Rossini! Rossini!, regia di Mario Monicelli (1991)
- Parenti serpenti, regia di Mario Monicelli (1992)
- Cari fottutissimi amici, regia di Mario Monicelli (1994)
- Facciamo paradiso, regia di Mario Monicelli (1995)
- Panni sporchi, regia di Mario Monicelli (1999)
- Un amico magico: il maestro Nino Rota, regia di Mario Monicelli – documentario (1999)
- Le rose del deserto, regia di Mario Monicelli (2006)
- Vicino al Colosseo... c'è Monti, regia di Mario Monicelli – cortometraggio documentaristico (2008)
- La nuova armata Brancaleone, regia di Mario Monicelli – cortometraggio, solo credito (2010)

### Attore
- Rue du Pied de Grue, regia di Jean-Jacques Grand-Jouan (1979)
- Sono fotogenico, regia di Dino Risi (1980)
- La vera vita di Antonio H., regia Enzo Monteleone (1994)
- Sotto il sole della Toscana (Under the Tuscan Sun), regia di Audrey Wells (2003)
- Nanà, regia di Giuseppe Varlotta (2004)
- Adolfo Celi, un uomo per due culture, regia di Leonardo Celi – documentario (2006)
- SoloMetro, regia di Marco Cucurnia (2007)
- L'ultima zingarata, regia di Federico Micali e Yuri Parrettini (2010)
- Qui finisce l'Italia, regia di Gilles Coton (2010)

### Doppiatore
- Il ciclone, regia di Leonardo Pieraccioni (1996)

## Libri e sceneggiature edite
- Romanzo popolare, con Age e Scarpelli, Milano, Bompiani, 1974.
- La grande guerra, Bologna, Cappelli, 1979.
- Cinema italiano. Ma cos'è questa crisi?, Roma-Bari, Laterza, 1979.
- Il romanzo di Brancaleone, con Age e Scarpelli, Milano, Longanesi, 1984.
- Lorenzo Codelli (a cura di), L'arte della commedia, Bari, Edizioni Dedalo, 1986, ISBN 88-220-4520-3.
- Brancaleone alle crociate. Sceneggiatura originale dell'omonimo film di Mario Monicelli, con Age e Scarpelli, Mantova, Provincia di Mantova-Casa del Mantegna-Circolo del cinema di Mantova, 1989.
- Presentazione di Aldo Belli, I colori della memoria, Lucca, Pacini Fazzi, 1994.
- Prefazione a Antonio Maraldi (a cura di), Fotografi di scena del cinema italiano. Divo Cavicchioli, Cesena, Il ponte vecchio, 2000.
- Alberto Pallotta (a cura di), I soliti ignoti, sceneggiatura originale di Age & Scarpelli, Suso Cecchi D'Amico, Mario Monicelli, Un mondo a parte, 2002.
- Autoritratto, Firenze, Polistampa, 2002. ISBN 88-8304-500-9
- Prefazione a Francesca Bianchi, con Luigi Puccini, Dizionario del cinema per ragazzi, Pisa, ETS, 2003. ISBN 88-467-0708-7
- L'armata Brancaleone, con Furio Scarpelli, Roma, Gallucci, 2005. ISBN 88-88716-38-6
- Prefazione a Nicola Bultrini, con Antonio Tentori, Il cinema della grande guerra, Chiari, Nordpress, 2008. ISBN 978-88-95774-05-3
- Capelli lunghi. Storia e immagini di un film mai nato, con Massimo Bonfatti e Franco Giubilei, Reggio Emilia, Aliberti, 2008. ISBN 978-88-7424-358-7
- Intervento in Emiliano Morreale, con Dario Zonta (a cura di), Cinema vivo. Quindici registi a confronto, Roma, Edizioni dell'Asino, 2009. ISBN 978-88-6357-008-3
- Prefazione a Roberto Gramiccia, Fragili eroi. Ritratti d'artista, Roma, DeriveApprodi, 2009. ISBN 978-88-89969-87-8

## Riconoscimenti
- Premio Oscar

Mario Monicelli e Roberto Rossellini ricevono il Leone d'oro ex aequo al Festival del cinema di Venezia nel 1959

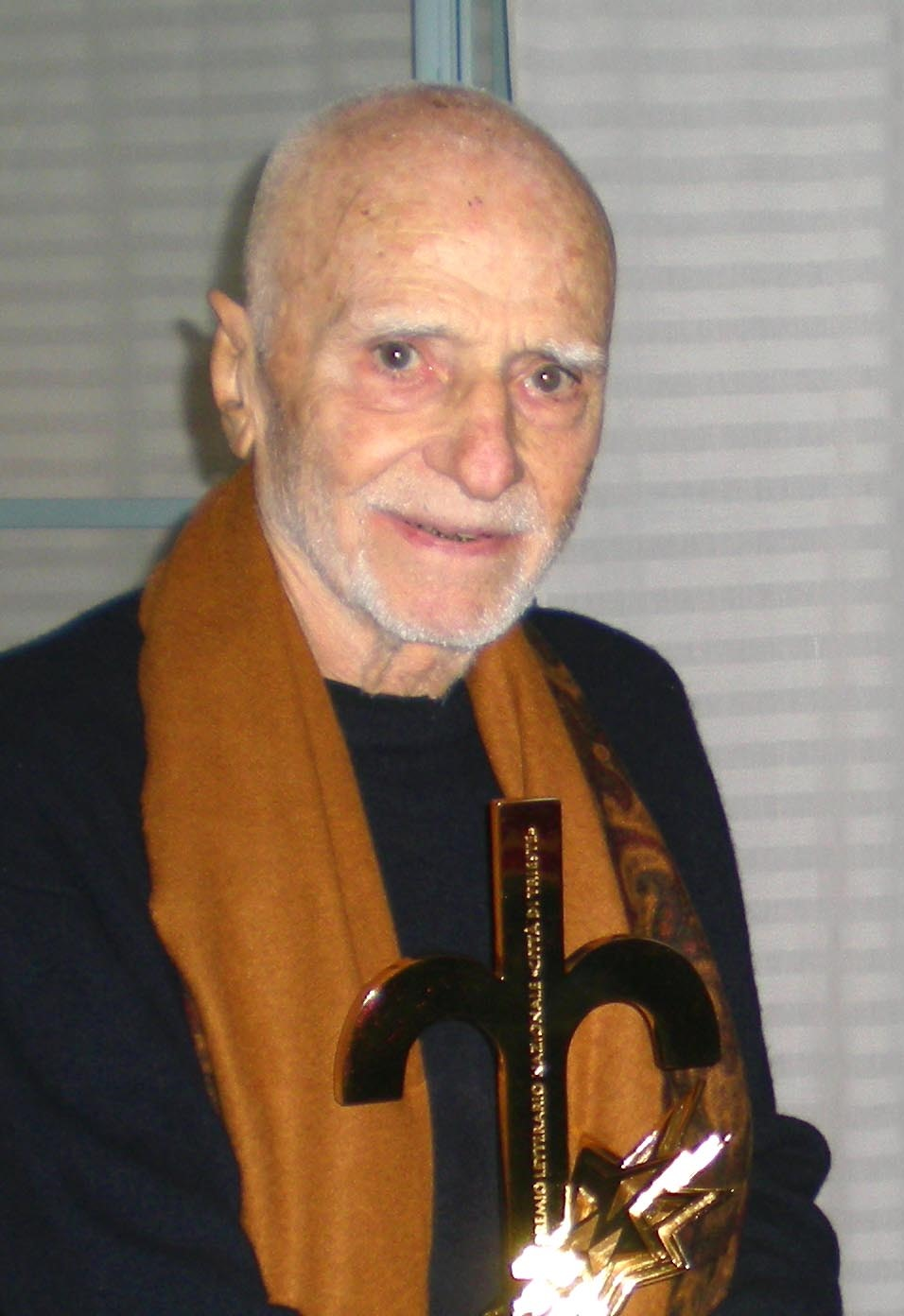
Monicelli riceve l'Alabarda d'oro alla carriera nel 2009

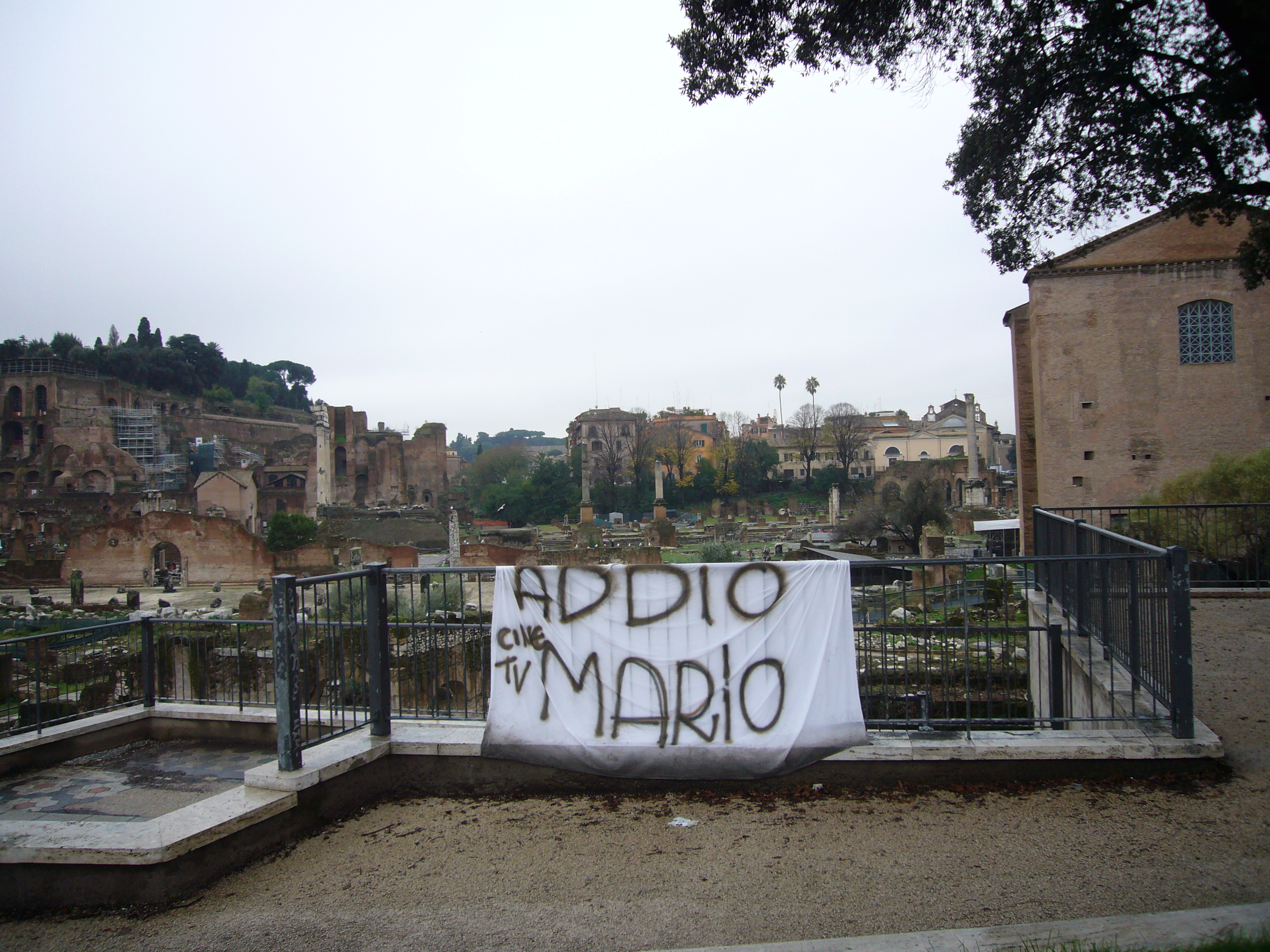
Roma, via dei Fori imperiali - il saluto degli allievi dell'Istituto di Stato per la Cinematografia e la TV "Roberto Rossellini" - più generalmente conosciuto come CINE TV - lasciato dal corteo degli studenti a Mario Monicelli

  - 1958 - Candidatura al miglior film straniero per I soliti ignoti
  - 1965 - Candidatura alla migliore sceneggiatura originale per I compagni (condiviso con Age & Scarpelli)
  - 1966 - Candidatura alla migliore sceneggiatura originale per Casanova '70 (condiviso con Age & Scarpelli, Giorgio Salvioni, Tonino Guerra e Suso Cecchi D'Amico)
- Mostra del Cinema di Venezia
  - 1935 - 1º premio sezione passo ridotto per I ragazzi di via Pal
  - 1959 - Leone d'oro al miglior film per La grande guerra
  - 1985 - Premio Pietro Bianchi
  - 1991 - Leone d'oro alla carriera
- Festival di Berlino
  - 1957 - Miglior regista per Padri e figli
  - 1976 - Miglior regista perCaro Michele
  - 1982 - Miglior regista per Il marchese del Grillo
  - 1994 - Menzione speciale per Cari fottutissimi amici
- David di Donatello
  - 1976 - Miglior regista per Amici miei
  - 1977 - Miglior regista per Un borghese piccolo piccolo
  - 1986 - Miglior film per Speriamo che sia femmina
  - 1986 - Miglior regista per Speriamo che sia femmina
  - 1986 - Miglior sceneggiatura per Speriamo che sia femmina
  - 1990 - Miglior regista per Il male oscuro
  - 1992 - Candidatura alla migliore sceneggiatura per Parenti serpenti
  - 2005 - David speciale
- Nastri d'argento
  - 1959 - Migliore sceneggiatura per I soliti ignoti
  - 1959 - Candidatura regista del miglior film per I soliti ignoti
  - 1960 - Candidatura alla migliore sceneggiatura per La grande guerra
  - 1960 - Candidatura al migliore soggetto per La grande guerra
  - 1960 - Candidatura al regista del miglior film per La grande guerra
  - 1964 - Candidatura alla migliore sceneggiatura per I compagni
  - 1976 - Candidatura al regista del miglior film per Amici miei
  - 1977 - Migliore sceneggiatura per Un borghese piccolo piccolo
  - 1977 - Candidatura al regista del miglior film per Un borghese piccolo piccolo
  - 1982 - Migliore sceneggiatura per Il marchese del Grillo
  - 1986 - Regista del miglior film per Speriamo che sia femmina
  - 1986 - Migliore sceneggiatura per Speriamo che sia femmina
  - 1993 - Candidatura al regista del miglior film per Parenti serpenti
  - 2007 - Candidatura alla migliore sceneggiatura per Le rose del deserto
- Festival internazionale del cinema di San Sebastián
  - 1965 - Miglior regista per Casanova '70
- TraniFilmFestival
  - 2002 - Premio cinematografico “Stupor Mundi” riconoscimento alla carriera ispirato alla figura di Federico II di Svevia
- Festival Europa Cinema di Viareggio
  - 2005 - Premio Fellini 8½ Platinum Award for Cinematic Excellence
- Premio "Città di Trieste"
  - 2009 - Alabarda d'oro alla carriera
- Ciak d'oro
  - 1986 - Miglior film per Speriamo che sia femmina[46]
  - 1986 - Candidatura alla migliore sceneggiatura per Speriamo che sia femmina
  - 1999 – Premio alla carriera[47]

### Documentari
- Mario Monicelli: A Man, film documento di Gian Luca Valentini per EuropaCinema, Viareggio, 1989
- Marco Cucurnia, a cura di Carmen Giordano, Mario Monicelli, l'artigiano di Viareggio, film documento, Directory Media, 2001
- I sentieri della gloria - In viaggio con Mario Monicelli sui luoghi della grande guerra, di Gloria De Antoni, La Cineteca del Friuli, 2005
- Mario Monicelli - Il re della commedia all'italiana (2015, regia di Lorenzo Bassi e Franco Longobardi)